# Baron de Prado Hermoso

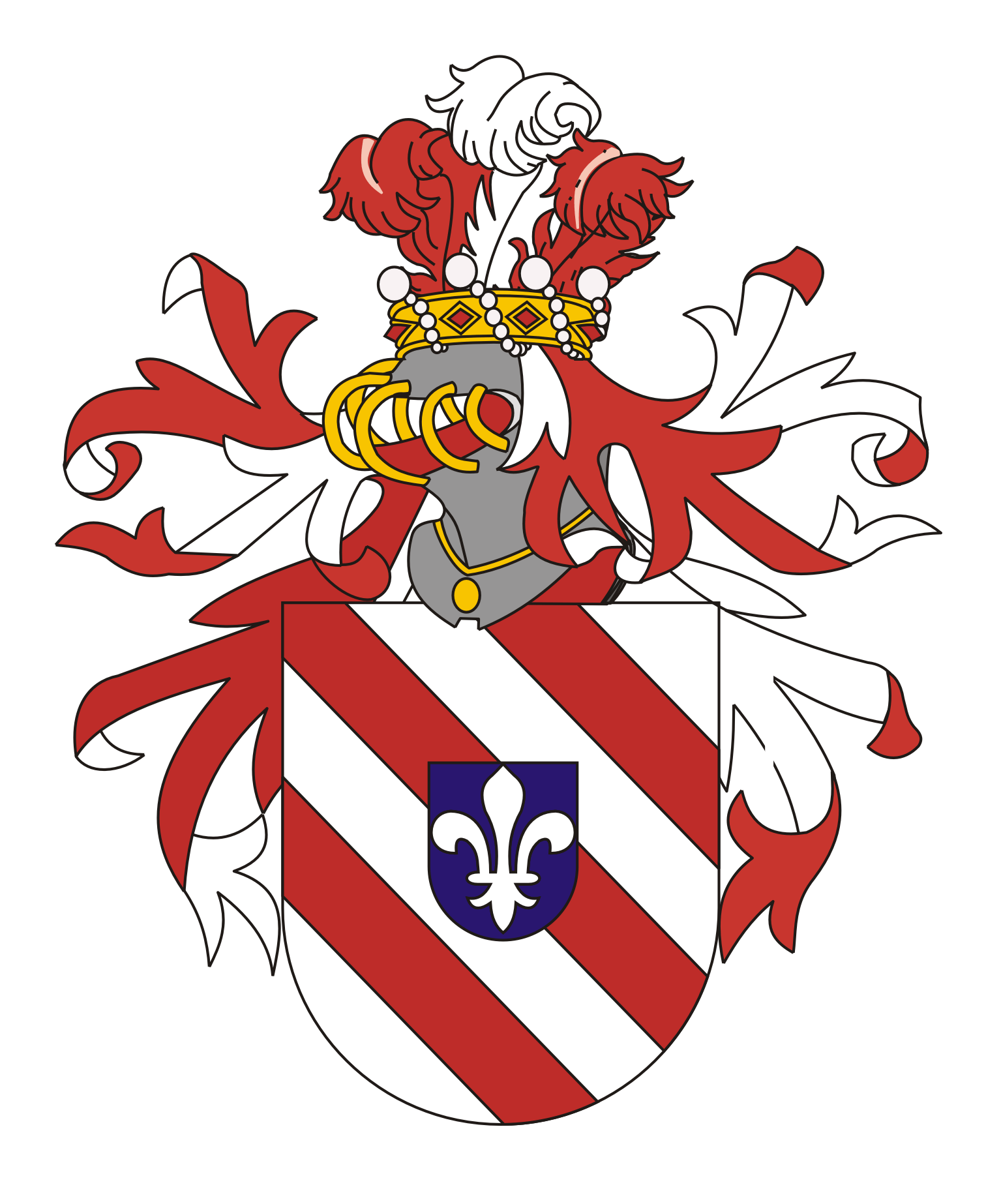
Armes de la Baronnie Prado Hermoso

Baron de Prado Hermoso est un titre porté par :
- Juan Clarós y de Ferran (? - 1871) : 1er baron de Prado Hermoso, fils de Pedro Clarós y Draper et petit-Fils du général Juan Clarós y Presas, héros de la Guerre d'Indépendance Espagnole. Conseiller de Sa Majesté, Secrétaire Honoraire, Chevalier et Commandeur des Ordres Royaux de Charles III et d'Isabelle la Catholique, avocat et Docteur en Droit auprès des Tribunaux du Royaume, récipiendaire de plusieurs autres distinctions et croix, il fut honoré du titre de baron de Prado Hermoso par la Reine Isabelle II, en date du 25 novembre 1850, à Madrid.
- Luis Carlos de Clarós y Fors (1828 - 1914) : 2e baron de Prado Hermoso. 
  - Juan Maria de Clarós y Montaner (1863 - 1921).
  - Maria Dolores de Clarós y Tomás (1898 - 1981).
- Carlos Neuenschwander de Clarós (1924 - 2009) : 3e baron de Prado Hermoso.
- Domingo Neuenschwander de Clarós y Chassot (1956 - ...) : 4e baron de Prado Hermoso.

## Sources
- Estudio Genealogicos Heraldicos y Nobiliarios, tome 1, Hidalguia.
- Encyclopédie catalane
- Joan Clarós i Presas (1749-1827) Domingo Neuenschwander de Clarós, Episodis (N°2) del Castell de Sant Ferran de Figueres (octobre 2015).
- Heraldaria - Heráldica y Genealogia Hispana
- Blasoneshispanos - Elenco de Nobleza